# Смолонє
Смолонє (хорв. Smolonje) — населений пункт у Хорватії, в Сплітсько-Далматинській жупанії у складі міста Омиш.

## Населення
Населення за даними перепису 2011 року становило 79 осіб.
Динаміка чисельності населення поселення:

## Клімат
Середня річна температура становить 14,57 °C, середня максимальна – 26,46 °C, а середня мінімальна – 2,67 °C. Середня річна кількість опадів – 850 мм.
| Клімат поселення                              | Клімат поселення | Клімат поселення | Клімат поселення | Клімат поселення | Клімат поселення | Клімат поселення | Клімат поселення | Клімат поселення | Клімат поселення | Клімат поселення | Клімат поселення | Клімат поселення | Клімат поселення |
| Показник                                      | Січ.             | Лют.             | Бер.             | Квіт.            | Трав.            | Черв.            | Лип.             | Серп.            | Вер.             | Жовт.            | Лист.            | Груд.            |                  |
| Середній максимум, °C                         | 10,89            | 10,57            | 13,10            | 16,24            | 21,08            | 24,95            | 26,23            | 26,46            | 22,16            | 18,06            | 13,37            | 10,81            |                  |
| Середня температура, °C                       | 6,93             | 6,61             | 9,15             | 12,28            | 17,13            | 20,99            | 23,67            | 23,90            | 19,61            | 15,52            | 10,82            | 8,26             |                  |
| Середній мінімум, °C                          | 2,98             | 2,67             | 5,20             | 8,33             | 13,18            | 17,04            | 21,11            | 21,35            | 17,05            | 12,95            | 8,27             | 5,69             |                  |
| Норма опадів, мм                              | 76               | 65               | 71               | 72               | 58               | 52               | 35               | 50               | 72               | 94               | 110              | 95               |                  |
| Середньомісячна швидкість вітру, м/с          | 3.24             | 3.54             | 3.62             | 3.28             | 2.90             | 2.64             | 2.67             | 2.51             | 2.85             | 2.98             | 3.66             | 3.68             |                  |
| Середньомісячна сонячна радіація, кДж/м²·день | 5576             | 8266             | 11964            | 16367            | 20242            | 23018            | 24687            | 21731            | 16097            | 10485            | 5999             | 4714             |                  |
| --------------------------------------------- | ---------------- | ---------------- | ---------------- | ---------------- | ---------------- | ---------------- | ---------------- | ---------------- | ---------------- | ---------------- | ---------------- | ---------------- | ---------------- |
| Джерело:                                      |                  |                  |                  |                  |                  |                  |                  |                  |                  |                  |                  |                  |                  |